# Acção Democrática Independente
Acção Democrática Independente (Onafhankelijke Democratische Actie), vaak afgekort tot ADI, is een politieke partij in Sao Tomé en Principe. De partijkleuren zijn blauw en geel.

## Geschiedenis
De ADI werd rond 1994 opgericht door de toenmalige president Miguel Trovoada. Nog voor de eerste verkiezingen leverde de partij al de premier, Evaristo Carvalho van juli tot oktober 1994. Bij de parlementsverkiezingen van oktober 1994 deed de partij voor het eerst mee, ze haalde 26,27% van de stemmen en 14 van de 55 zetels in de Assembleia Nacional. In 1996 werd Trovoada herkozen als president en in 1998 haalde zijn partij 28,19% van de stemmen en 16 zetels bij de parlementsverkiezingen.
Toen bij de presidentsverkiezingen van 2001 president Trovoada niet meer verkozen kon worden, schoof de partij Fradique de Menezes naar voren. Nadat hij verkozen was verliet De Menezes de ADI voor zijn eigen partij, de MDFM-PL. Omstreeks diezelfde tijd was Evaristo Carvalho nog een keer premier. Bij de verkiezingen van 2002 deed de partij met onder andere de CDO mee onder de vlag van de coalitie Uê Kédadji, de coalitie won 16,2% van de stemmen en 8 zetels.
In 2006 waren er zowel presidents- als parlementsverkiezingen. Bij de parlementsverkiezingen won de partij 20% van de stemmen en 11 zetels, bij de presidentsverkiezingen verloor ADI-kandidaat Patrice Trovoada (de zoon van Miguel) van Fradique de Menezes. Patrice Trovoada werd in februari 2008 premier, maar werd in mei 2008 weer weggestemd door de MLSTP. Bij de parlementsverkiezingen van 2010 was de ADI de grote winnaar met 42,19% van de stemmen en 26 van de 55 zetels. Patrice Trovoada werd opnieuw premier tot 2012. In 2014 won de partij een ruime meerderheid met 33 van de 55 zetels.
Bij de presidentsverkiezingen van 2011 verzette de ADI zich tevergeefs tegen de kandidatuur van voormalig dictator Manuel Pinto da Costa en ADI-kandidaat Evaristo Carvalho verloor in de tweede ronde van Da Costa. In 2016 versloeg Carvalho zittend president Pinto da Costa en werd gekozen tot president.

## Politieke ideologie
De partij wordt soms omschreven als een partij van het politieke midden of als een partij van verandering. Politicoloog Gerhard Seibert claimt daarentegen dat het partijenstelsel in Sao Tomé en Principe primair om (duaal) cliëntelisme draait en politieke ideologie derhalve van secundair belang is.